# 企業対従業員間取引
企業対従業員間取引 (英: business-to-employee, B2E) 電子商取引は、企業が製品やサービスを従業員に提供できるようにする企業内ネットワークを使用する。通常、企業はB2Eネットワークを使用して、従業員関連のプロセスを自動化している。 B2Eポータルは、それらを使用する人々にとって魅力的である必要がある。企業は、eBay、yahoo、その他の何千ものウェブサイトと、従業員からのトラフィックを取り合う。消費者向けWebサイトへのトラフィックの大部分は、オフィスでネットに接続している人々から来ている。 
B2Eアプリケーションの例は次のとおりである。
- オンライン保険契約管理
- 企業発表
- オンラインサプライリクエスト
- 従業員向け特別オファー
- 従業員福利厚生レポート
- 個人年金管理